# Elisabeth Henriette de Habsbourg-Lorraine
Elisabeth Henriette de Habsbourg-Lorraine, née au château d'Alcsútdoboz en Autriche-Hongrie, le 9 mars 1883 et morte à Ratisbonne en Allemagne, le 8 février 1958, est une archiduchesse d'Autriche et une princesse de Hongrie.

## Biographie

### Famille
L'archiduchesse Elisabeth Henriette, née au château d'Alcsút, le 9 mars 1883 est la quatrième fille et la sixième des sept enfants de l'archiduc palatin de Hongrie Joseph de Habsbourg-Lorraine (1833-1905) et de son épouse la princesse Clotilde de Saxe-Cobourg-Gotha (1846-1927),.
Par son père, elle est donc l'arrière-petite-fille de l'empereur Leopold II d'Autriche et de son épouse l'infante d'Espagne Marie-Louise de Bourbon. Par sa mère, elle est également l'arrière-petite-fille du roi des Français Louis-Philippe Ier et de son épouse Marie-Amélie de Bourbon-Siciles,.
Outre ses frères Joseph (1872-1962) et Ladislas (1875-1895), Elisabeth Henriette de Habsbourg a quatre sœurs : 1) Élisabeth (1865-1866), 2) Marie-Dorothée (1867-1932), qui épouse en 1896 le prétendant orléaniste français Philippe d'Orléans (1869-1926), 3) Marguerite-Clémentine (1870-1955), qui épouse en 1890 le prince Albert Ier de Tour et Taxis (1867-1952), et 4) Clotilde (1884-1903), célibataire.

### Entre la Hongrie et l'Allemagne
Elisabeth Henriette a vécu dans le domaine familial d'Alcsút et a quitté la Hongrie avec sa famille à l'automne 1944, pendant la dernière partie de la Seconde Guerre mondiale. Elle est demeurée célibataire.

### Mort
Après avoir quitté la Hongrie, en 1944, Elisabeth Henriette réside auprès de sa sœur Marguerite Clémentine qui est installée avec sa famille de Tour et Taxis à Ratisbonne. Marguerite Clémentine meurt en 1955, tandis qu'Elisabeth Henriette meurt, à l'âge de 74 ans, le 8 février 1958 à Ratisbonne où elle est inhumée dans la chapelle familiale Saint-Emmeran du château des Tour et Taxis.

## Honneur
Elisabeth Henriette de Habsbourg-Lorraine est :
- Dame noble de l'ordre de la Croix étoilée, Autriche-Hongrie.